# Boryzola
Orodesma là một chi bướm đêm thuộc họ Noctuidae.